# José Carlos Lazo
José Carlos Lazo Romero, plus connu comme Lazo, né le 16 février 1996 à Sanlúcar de Barrameda en Espagne, est un footballeur espagnol que joue au poste d’ailier gauche au RCD Espanyol.

## Biographie

### Débuts, réserve du Real Madrid et prêts
Né à Sanlúcar de Barrameda, dans la Province de Cadix, en Andalousie, Lazo rejoint les équipes de jeunes du Real Madrid en 2002, en provenance de l'Atlético Sanluqueño CF. Promu en équipe réserve, évoluant alors en Segunda División B, par le manager Zinédine Zidane le 5 juillet 2015, il fait ses débuts chez les seniors le 22 août en entrant en seconde mi-temps à la place d'Enzo Zidane lors d'une défaite 5-1 à domicile contre le CD Ebro.
Lazo marque son premier but le 16 janvier 2016, en inscrivant le dernier lors d'une victoire 4-0 sur le CF Rayo Majadahonda. Le 1er septembre 2016, il est prêté au Villarreal CF pour un an, et est affecté en équipe réserve, évoluant également en troisième division.
Le 27 juillet 2017, Lazo rejoint le Recreativo de Huelva, un autre club de troisième division, également dans le cadre d'un prêt.

### Getafe CF et prêts
Le 13 juillet de l'année suivante, Lazo signe avec le Getafe CF, un club de Liga, mais est prêté au CD Lugo en Segunda División le 6 août.
Il fait ses débuts le 26 août 2018, en remplaçant Iriome González (en) et en marquant le but égalisateur lors d'un match nul 1-1 à l'extérieur contre le Grenade CF. Le 20 août 2019, il est prêté à l'UD Almería toujours en deuxième division.

### UD Almería
Le 8 mai 2020, l'Espagnol signe pour quatre ans avec l'UD Almería. Il devient champion de deuxième division en 2022 et fait ses débuts en Liga à l'âge de 26 ans le 14 août 2022, en remplaçant Largie Ramazani lors d'une défaite à domicile 2-1 contre le Real Madrid.

### RCD Espanyol
Le 24 août 2022, Lazo signe un contrat de cinq ans au RCD Espanyol. L'opération a lieu dans le cadre d'un échange avec l'Almería qui récupère Adrián Embarba.